# Luigi Gianella
Luigi Gianella, Schreibweise des Vornamens auch Louis, Luis oder Lodovico (* vor 1778; † um 1817 in Paris) war ein vermutlich aus Italien stammender Komponist und Flötist.

## Leben
Das Leben von Luigi Gianella ist nur bruchstückhaft bekannt. Vermutlich aus Italien stammend, wurde er erstmals 1790 erwähnt, als an der Mailänder Scala zwei Balli von ihm aufgeführt wurden, weshalb das häufig angegebene Geburtsjahr 1778 unglaubwürdig erscheint. Auf dem bislang verschollen geglaubtem Librettodruck seiner 1800 in Padua aufgeführten szenischen Kantate Arianna in Nasso wurde er als rinomato Professore di flauto angeführt. Anlässlich einer Trauerfeier für Domenico Cimarosa wurde im Januar 1801 ein Flötenkonzert, das Concerto lugubre, von Gianella aufgeführt. Kurz danach übersiedelte er nach Paris, wo er Soloflötist in verschiedenen Theatern der Stadt, wie dem „Théâtre de la rue de la Victoire“, wurde. 1803 erlebte seine erste Oper L'officier cosaque ihre Pariser Uraufführung.

## Werk
Gianella komponierte mehrere Opern und Ballette. Außerdem sind von ihm zahlreiche Kompositionen für die Flöte überliefert, darunter mehrere Konzerte sowie Kammermusik, unter anderem ein Quartett für 4 Flöten G-Dur op. 52.